# 克羅菲奇卡山
46°22′32″N 14°38′43″E / 46.37556°N 14.64528°E

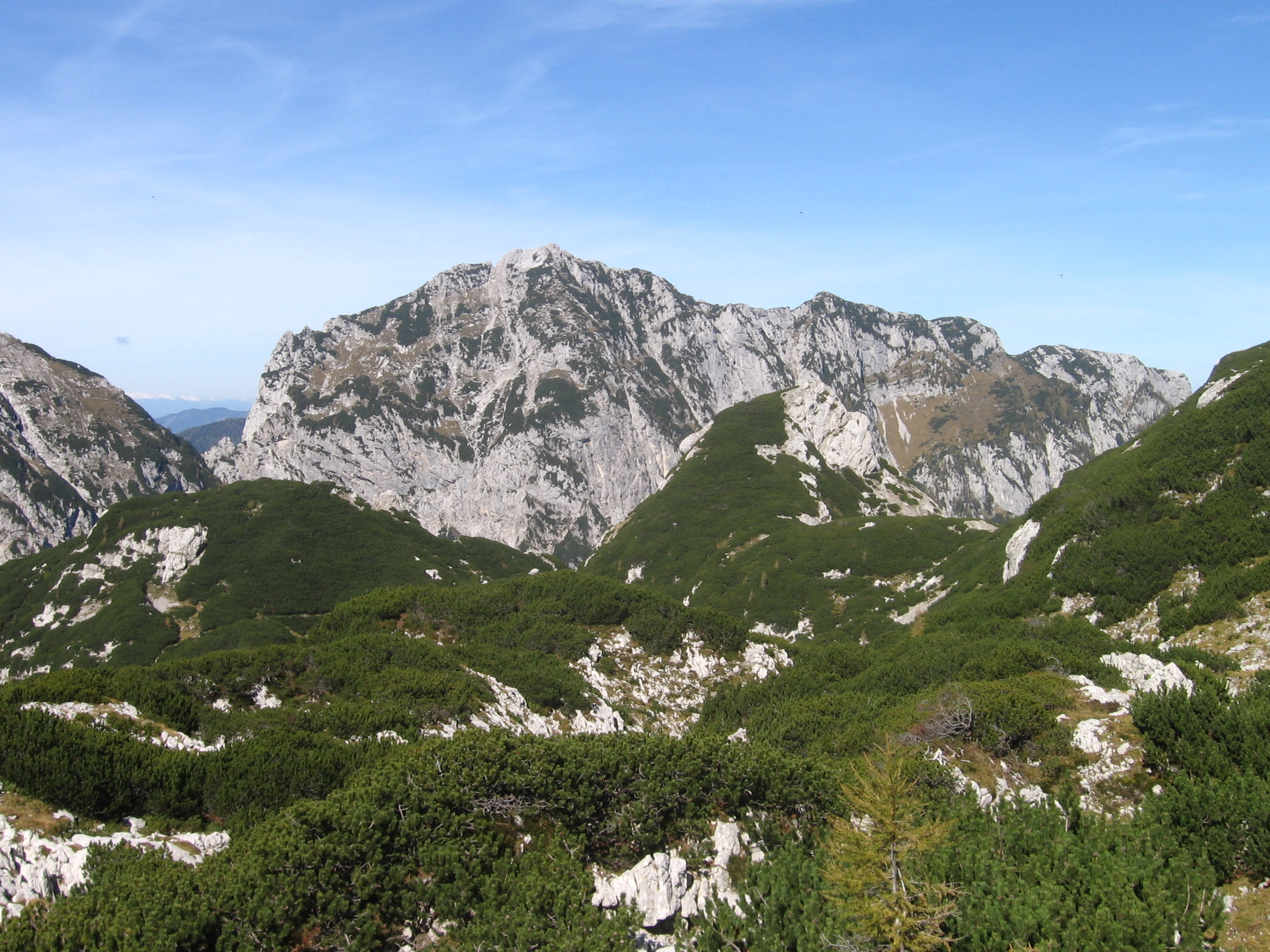

克羅菲奇卡山，是斯洛文尼亞的山峰，位於該國北部，由下史泰利亞負責管轄，屬於卡姆尼克-薩維尼亞阿爾卑斯山脈的一部分，海拔高度2,083米。